# Championnat d'Arabie saoudite de football 1993-1994
Navigation
Saison précédente Saison suivante
La saison 1993-1994 du Championnat d'Arabie saoudite de football est la dix-huitième édition du championnat de première division en Arabie saoudite. La Premier League regroupe les douze meilleurs clubs du pays au sein d'une poule unique, où ils s'affrontent deux fois au cours de la saison, à domicile et à l'extérieur. À la fin de la compétition, les deux derniers du classement sont relégués et remplacés par les deux meilleurs clubs de deuxième division. En haut du classement, les quatre premiers se qualifient pour la phase finale pour le titre, disputée sous forme de coupe.
C'est le club d'Al Nasr Riyad qui remporte le championnat en battant Al Riyad SC en finale, après avoir terminé troisième de la saison régulière. C'est le quatrième titre de champion d'Arabie saoudite de l'histoire du club.

## Les clubs participants
| - Al Nasr Riyad - Al-Hilal FC - Al Ahli - Al Ittihad - Al Wehda - Al-Nahda - Promu de D2 | - Al Qadisiya Al Khubar - Al Shabab Riyad - Al Riyad SC - Al Raed - Ettifaq FC - Ohud Médine - Promu de D2 |

## Compétition

### Première phase
Le barème utilisé pour établir le classement est le suivant :
- Victoire : 2 points
- Match nul : 1 point
- Défaite : 0 point

| Rang | Équipe                | Pts | J  | G  | N  | P  | Bp | Bc | Diff |
| ---- | --------------------- | --- | -- | -- | -- | -- | -- | -- | ---- |
| 1    | Al-Hilal FC           | 44  | 22 | 12 | 8  | 2  | 36 | 14 | +22  |
| 2    | Al Riyad SC           | 39  | 22 | 11 | 6  | 5  | 29 | 17 | +12  |
| 3    | Al Nasr Riyad         | 38  | 22 | 10 | 8  | 4  | 31 | 24 | +7   |
| 4    | Al Shabab Riyad T     | 37  | 22 | 10 | 7  | 5  | 27 | 16 | +11  |
| 5    | Al Qadisiya Al Khubar | 33  | 22 | 8  | 9  | 5  | 26 | 21 | +5   |
| 6    | Al Ahli               | 30  | 22 | 8  | 6  | 8  | 30 | 26 | +4   |
| 7    | Al Ittihad            | 29  | 22 | 6  | 11 | 5  | 20 | 18 | +2   |
| 8    | Al Wehda              | 26  | 22 | 5  | 11 | 6  | 33 | 34 | -1   |
| 9    | Ettifaq FC            | 26  | 22 | 6  | 8  | 8  | 21 | 26 | -5   |
| 10   | Al Raed               | 22  | 22 | 5  | 7  | 10 | 25 | 43 | -18  |
| 11   | Al-Nahda P            | 21  | 22 | 5  | 6  | 11 | 22 | 32 | -10  |
| 12   | Ohud Médine P         | 5   | 22 | 0  | 5  | 17 | 12 | 41 | -29  |

|  | Qualification pour la phase finale pour le titre                                               |
|  | Qualification pour la Coupe des Coupes 1995-1996                                               |
|  | Relégation en deuxième division                                                                |
|  | T : Tenant du titre C : Vainqueur de la Coupe d'Arabie saoudite P : Promu de deuxième division |

### Phase finale
|  | Demi-finales    | Demi-finales |                        |   | Finale | Finale |
|  | Demi-finales    | Demi-finales |                        |   | Finale | Finale |
|  |                 |              |                        |   |        |        |
|  |                 |              |                        |   |        |        |
|  |                 |              |                        |   |        |        |
|  | Al-Hilal FC     | 0            |                        |   |        |        |
|  | Al-Hilal FC     | 0            |                        |   |        |        |
|  | Al Nasr Riyad   | 1            |                        |   |        |        |
|  | Al Nasr Riyad   | 1            | Al Nasr Riyad          | 1 |        |        |
|  |                 |              | Al Nasr Riyad          | 1 |        |        |
|  |                 | Al Riyad SC  | 0                      |   |        |        |
|  | Al Riyad SC     | Al Riyad SC  | 0                      | 3 |        |        |
|  | Al Riyad SC     |              |                        | 3 |        |        |
|  | Al Shabab Riyad | 1            |                        |   |        |        |
|  | Al Shabab Riyad | 1            | Match pour la 3e place |   |        |        |
|  |                 |              |                        |   |        |        |
|  |                 |              |                        |   |        |        |
|  |                 |              |                        |   |        |        |
|  | Al-Hilal FC     | 4            |                        |   |        |        |
|  | Al-Hilal FC     | 4            |                        |   |        |        |
|  | Al Shabab Riyad | 1            |                        |   |        |        |
|  | Al Shabab Riyad | 1            |                        |   |        |        |

## Bilan de la saison
| Championnat d'Arabie saoudite de football 1993-1994 |                          |
| Champion                                            | Al Nasr Riyad (4e titre) |
| Coupes et trophées                                  |                          |
| Vainqueur de la Coupe d'Arabie saoudite 1993-1994   | Al Riyad SC              |
| Qualifications continentales                        |                          |
| Coupe d'Asie des clubs champions 1995-1996          | Al Nasr Riyad            |
| Coupe des Coupes 1995-1996                          | Al Riyad SC              |
| Promotions et relégations                           |                          |
| Promus en Premier League                            | Al Nejmeh                |
| Promus en Premier League                            | Al Rawda                 |
| Relégués en First Division                          | Al-Nahda                 |
| Relégués en First Division                          | Ohud Médine              |